# Gratton-Nunatak
Der Gratton-Nunatak ist ein isolierter, 1879 m hoher und länglicher Nunatak im westantarktischen Marie-Byrd-Land. Er ragt an der Südflanke des McCarthy-Gletschers kurz vor dessen Einmündung in den Reedy-Gletscher auf.
Der United States Geological Survey kartierte ihn anhand eigener Vermessungen und mittels Luftaufnahmen der United States Navy aus den Jahren von 1960 bis 1964. Das Advisory Committee on Antarctic Names benannte ihn 1967 nach John William Gratton (* 1936) von den Seabees, der 1962 auf der Byrd-Station tätig war.